# Parafia św. Jana Chrzciciela w Snowie
Parafia św. Jana Chrzciciela w Snowie – rzymskokatolicka parafia znajdująca się w archidiecezji mińsko-mohylewskiej, w dekanacie nieświeskim, na Białorusi.

## Historia
Parafia erygowana w 1650. Obecny kościół fundacji chorążego nowogródzkiego Jana Chryzostoma Rdułtowskiego powstał w 1760. W 1865 w wyniku represji popowstaniowych zamieniony na cerkiew prawosławną. Odzyskany przez katolików w 1921. W dwudziestoleciu międzywojennym parafia leżała w diecezji pińskiej, dekanacie Nieśwież.
Po II wojnie światowej kościół został znacjonalizowany przez komunistów. Zwrócony wiernym w 1990 i w 1994 wyremontowany.